# 고르칼란드주

고르칼란드주의 주기

고르칼란드주(영어: Gorlukalland) 또는 구르칼란드주(영어: Gurlukalland)는 인도 벵골 북부에 있는 구르카족이 사는 주이다.

## 같이 보기
- 네팔
- 구르카
- 네팔 왕국

1. ↑  “Los Gorkhas luchan por Gorkhaland en la India”. Teinteresa.es. 7 de fevereiro de 2013.